# Епине на Сени
Епине на Сени (фр. Epinay-sur-Seine) је насеље и општина у Француској у Париском региону, у департману Сена Сен Дени која припада префектури Сен Дени.
По подацима из 2006. године број становника у месту је био 51.598. Општина се простире на површини од 4,57 km². Налази се на средњој надморској висини од 56 m (максималној 60 m, а минималној 22 m).

## Демографија
| 1962.  | 1968.  | 1975.  | 1982.  | 1990.  | 1999.  | 2006.  | 2011.  |
| ------ | ------ | ------ | ------ | ------ | ------ | ------ | ------ |
| 34.167 | 41.774 | 46.578 | 50.314 | 48.762 | 46.409 | 51.598 | 54.540 |

График промене броја становника у току последњих година

## Партнерски градови
- Бусто Арсицио
- South Tyneside
- Алкобендас
- Оберурзел
- Tichy
- Jarrow